# Camellia pinggaoensis
Camellia pinggaoensis är en tvåhjärtbladig växtart som beskrevs av Ding Fang. Camellia pinggaoensis ingår i släktet Camellia och familjen Theaceae. Utöver nominatformen finns också underarten C. p. terminalis.